# 本部町今帰仁村消防組合
本部町今帰仁村消防組合（もとぶちょうなきじんそんしょうぼうくみあい）は、沖縄県国頭郡本部町に消防本部を置く一部事務組合（消防組合）。本部町、今帰仁村の1町1村で構成する。

## 概要
本部町今帰仁村消防組合消防本部は、本部町と今帰仁村の2町村以外に伊江村、伊是名村、伊平屋村の3村と救急業務応援協定を締結している。

### 管内の概要
管内の人口 : 22,594人
- 本部町 - 13,200人
- 今帰仁村 - 9,394人

2019年（平成31年）2月28日現在
管内の世帯数 : 10,646世帯
- 本部町 - 6,310世帯
- 今帰仁村 - 4,336世帯

2019年（平成31年）2月28日現在
管内の面積 : 94.28 km2
- 本部町 - 54.35 km2
- 今帰仁村 - 39.93 km2

2018年（平成30年）10月1日現在

## 所在地
- 消防本部・本部消防署 - 〒905-0212 沖縄県国頭郡本部町字大浜850-3
- 今帰仁分遣所 - 〒905-0414 沖縄県国頭郡今帰仁村字謝名608-1

## 組織
消防吏員の数は2018年（平成30年）4月1日現在、47人である。
- 消防長
  - 消防次長
    - 総務課
      - 総務係

    - 警防課
      - 警防係

    - 予防課
      - 予防係

    - 本部消防署
      - 第1警備係
      - 第2警備係
      - 今帰仁分遣所
        - 第1警備係
        - 第2警備係